# Табуаделу
Табуаделу (порт. Tabuadelo)  —  район (фрегезия) в Португалии,  входит в округ Брага. Является составной частью муниципалитета  Гимарайнш. Находится в составе крупной городской агломерации Большое Минью. По старому административному делению входил в провинцию Минью. Входит в экономико-статистический  субрегион Аве, который входит в Северный регион. Население составляет 1723 человека на 2001 год. Занимает площадь 3,41 км².
Покровителем района считается Сан-Сиприану (порт. São Cipriano).